# Aeroportul Big Creek
Aeroportul Big Creek (IATA: BGK, ICAO: MZBG) este un aeroport din Stann Creek District⁠(d), Belize.
Situat la o altitudine de 5 m, aeroportul dispune de o singură pistă.